# Lider (okręt)

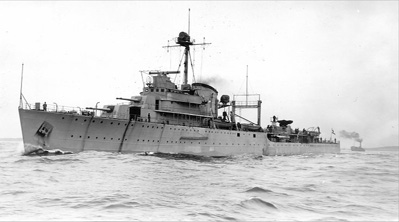
Holenderski lekki krążownik (klasyfikowany początkowo jako lider) Hr.Ms. „Tromp”

Lider, przewodnik flotylli (z ang. flotilla leader) – określenie klasy okrętów przeznaczonych do służby jako okręty flagowe flotylli niszczycieli lub też jako okręty wykonujące zadania zwiadowcze na rzecz całej floty. W zależności od koncepcji taktycznej obowiązującej w danej flocie, lider to albo specjalnie zbudowany niszczyciel, zazwyczaj większy i silniej uzbrojony od innych niszczycieli, lub, rzadziej, specjalny mały i szybki krążownik lekki. Określenie to może dotyczyć zarówno przeznaczenia okrętu, jak i jego konstrukcji podobnej do okrętów budowanych jako przewodnicy flotylli, mimo niepełnienia takiej funkcji. Duże niszczyciele określane też bywają w piśmiennictwie jako superniszczyciel (ang. super destroyer).
Okręty tego typu budowano pomiędzy 1906 a 1945 rokiem. Pierwszym okrętem, który wszedł do służby jako lider, był brytyjski HMS „Swift” w 1910 roku, stąd też rozpowszechniła się angielska nazwa tej podklasy. 

## Historia
Okręty klasy liderów, jako podklasy niszczycieli, były konstruowane przede wszystkim w Wielkiej Brytanii, od I wojny światowej do połowy lat 30. XX wieku. Lidery z lat 30., używane podczas II wojny światowej, były oparte na konstrukcji standardowych niszczycieli grupy typów A – I, lecz były nieco większe i nosiły zazwyczaj 5 dział kalibru 120 mm, zamiast 4 dział. Dla każdej nowo budowanej flotylli niszczycieli, budowano w tym okresie zbliżony do nich konstrukcyjnie lider. Od drugiej połowy lat 30. zrezygnowano jednak w Wielkiej Brytanii z budowania większych liderów, a okrętami flagowymi stały się zwykłe niszczyciele, odpowiednio przystosowane do tej funkcji, głównie pod względem wyposażenia w powiększone pomieszczenia sztabowe. Jednocześnie, wielkość zwykłych niszczycieli rosła, przez co nie potrzebowano odrębnych silniejszych liderów. Niektóre państwa, przede wszystkim Japonia, używały zwykłych lekkich krążowników jako okrętów flagowych flotylli niszczycieli; były one jednak klasyfikowane jako zwykłe krążowniki (jap. jun’yōkan), pomimo że były wśród nich także mniejsze krążowniki, jak typ Tenryū.
Część państw budowała obok zwykłych niszczycieli większe i silniejsze jednostki, przeznaczone jednak głównie do działań z jednostkami tego samego rodzaju i walki z niszczycielami, a nie przewodzenia flotyllom niszczycieli, niebędące więc liderami w sensie ścisłym. Mimo to, są tak również określane z uwagi na rozmiary i uzbrojenie. Koncepcja ta kładła oprócz uzbrojenia nacisk na rozwijanie większej prędkości od zwykłych niszczycieli, dzięki dużym i mocnym siłowniom. Były to przede wszystkim francuskie niszczyciele wyodrębnionej klasy contre-torpilleurs (dosłownie „kontrtorpedowce”) z lat 20. i 30. i włoskie klasy esploratori leggeri („lekki zwiadowca”) z I wojny światowej i lat 20. Zalicza się do nich  również brytyjskie silne niszczyciele typu Tribal, które nie miały przewodzić innym niszczycielom, ale działać we własnych flotyllach. Również ZSRR rozwijał odrębną klasę silniejszych niszczycieli nazwanych liderami od lat 30. do II wojny światowej (ros. лидер, lider). Dotyczy to również państw dysponujących małymi marynarkami, które miały w ich składzie nieliczne duże niszczyciele, jak Polska (typ Grom) czy Jugosławia („Dubrovnik”). Przy tym, włoskie esploratori leggeri zostały jeszcze przed II wojną światową w 1938 roku przeklasyfikowane na zwykłe niszczyciele, a radzieckie lidery – po wojnie (w 1949). Niektóre państwa budowały z kolei przed II wojną światową jedynie duże niszczyciele, odpowiadające wielkością i uzbrojeniem zagranicznym liderom (przede wszystkim Niemcy i Japonia). W szczególności Japonia od lat 20. budowała niszczyciele tzw. „specjalnego typu”, poczynając od typu Fubuki.
Traktat waszyngtoński z 1922 roku nie regulował kwestii ilości niszczycieli w marynarkach państw-sygnatariuszy, ograniczał jedynie maksymalną wyporność krążowników, niszczycieli i okrętów podwodnych do 10 tysięcy ton i był to limit, do którego w praktyce żaden niszczyciel się nie zbliżył. W roku 1927 Wielka Brytania posiadała 18 superniszczycieli uzbrojonych w pięciocalowe działa artylerii głównej, o łącznym tonażu 31 310 ton. W tym samym czasie Francja posiadała takich okrętów 13 (31 791 ton), Włochy osiem (14 889 ton) a Japonia cztery (7400 ton); USA nie posiadały takich okrętów wcale (najsilniejsze niszczyciele amerykańskie uzbrojone były w działa czterocalowe). Podczas Genewskiej Konferencji Morskiej Brytyjczycy zaproponowali, by wyporność dużych niszczycieli ograniczyć do 1700 ts, a zwykłych niszczycieli do 1400 ts.
Traktat londyński z 1930 roku wprowadził limit wyporności dla zwykłych niszczycieli na 1500 ts (1524 t), a liderów na 1850 ts (1880 t), kaliber dział obu grup był limitowany do 130 mm (ograniczenia te jednak zostały przyjęte tylko przez USA, Wielką Brytanię i Japonię). Traktat ten jednak nie posługiwał się terminem „lider”, a jedynie określał, że niszczyciele o wyporności przekraczającej 1500 ts mogą stanowić do 16% przyznanego tonażu. Drugi traktat londyński z 1936 zarówno lidery i niszczyciele zaliczał do klasy 3c – okrętów z działami nieprzekraczającymi kalibru 155 mm, o wyporności do 3000 ts (traktat ten również obowiązywał jedynie USA, Wielką Brytanię i Francję).
W czasie I wojny światowej Niemcy rozpoczęły budowę superniszczyciela SMS V 116, jednak nie zdążył on wziąć udziału w walkach i został przekazany Włochom w ramach reparacji wojennych.
Przykładowe typy liderów:
- Niszczyciele typu Faulknor
- Niszczyciele typu Porter
- Niszczyciele typu Marksman
- Niszczyciele typu Anzac
- Niszczyciele typu Leningrad
- Niszczyciele typu Leone[14]
- Niszczyciele typu Taszkient

Inne okręty uznawane w literaturze za lidery (niebędące liderami w sensie ścisłym):
- Niszczyciele typu Navigatori
- Niszczyciele typu 2400-tonowego
- Niszczyciele typu Le Fantasque
- Niszczyciele typu Mogador
- Niszczyciele typu Tribal
- Krążowniki lekkie typu Tromp
- Krążowniki lekkie typu Tenryu

## Po II wojnie światowej
Określenie klasy liderów zanikło tuż po II wojnie światowej, kiedy działania morskie zmieniły swój charakter i ostatecznie odpadła potrzeba posiadania silniejszych okrętów dla przewodzenia flotyllom niszczycieli. W 1949 roku ZSRR formalnie przeklasyfikował lidery na niszczyciele (według radzieckiej terminologii: torpedowe eskadrowe). Jednakże echo nazewnictwa przetrwało we wprowadzonej na początku lat 50. w USA nowej klasie dużych „eskortowców floty”, noszących sygnatury poprzedzone prefiksem DL – destroyer leader, z których pierwszym był USS „Norfolk” (DL-1). Okręty te jednak nie były nazywane liderami, a fregatami. Podczas reformy klasyfikacji w 1975 roku przeklasyfikowano większe z nich na krążowniki rakietowe, a mniejsze na niszczyciele.